# BayArena
O BayArena é um estádio localizado na cidade de Leverkusen, na Alemanha. É a casa do time de futebol Bayer Leverkusen, da Bundesliga.

## Historia

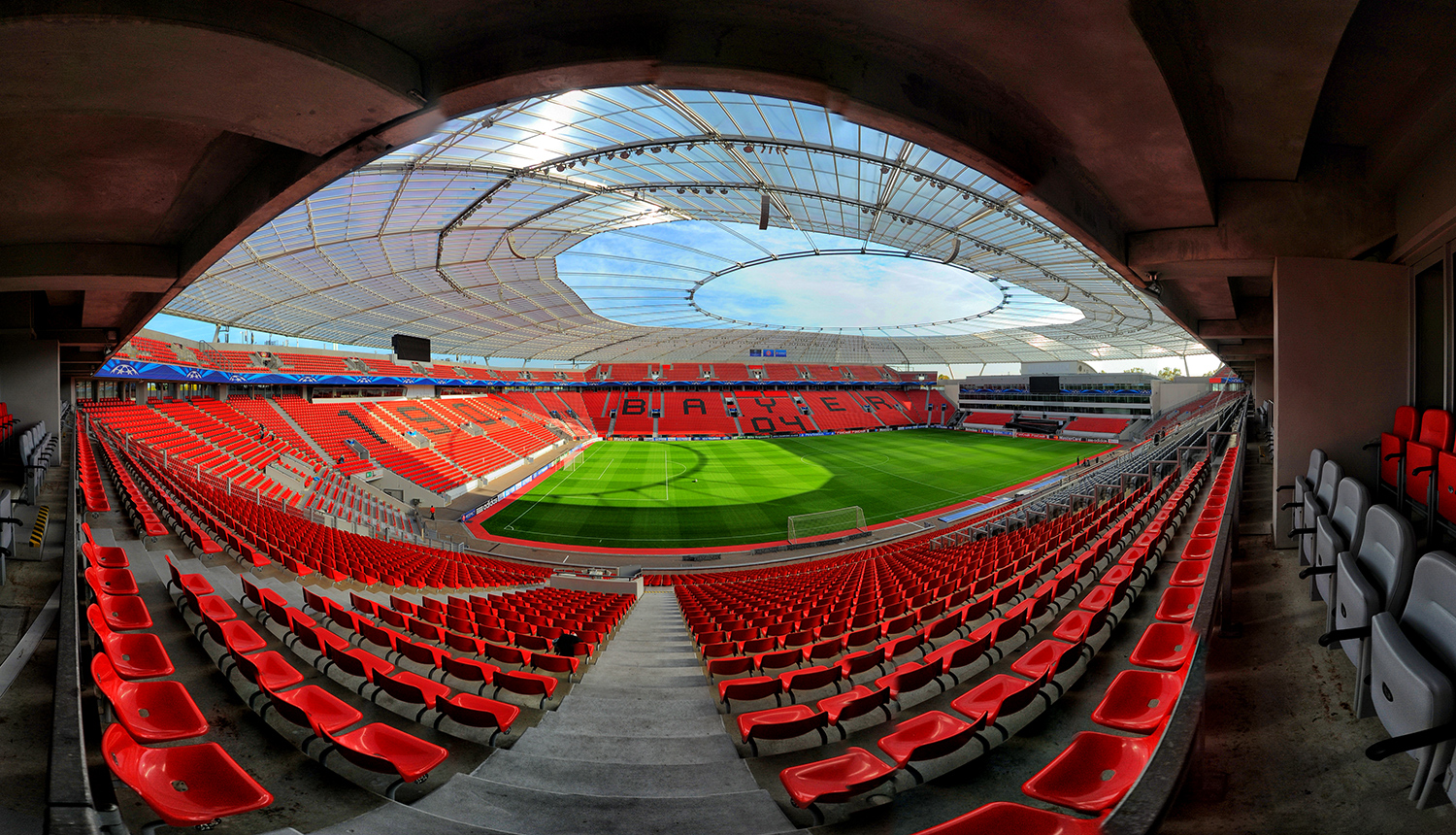
Interior do estádio

Inaugurado em 1958 como Ulrich-Haberland-Stadion, um dos gerentes da companhia química-farmacêutica Bayer, que fundou o clube. Originalmente tinha capacidade para 20.000 torcedores. Em 1986 começou o processo de renovação do estádio, que só foi concluido em 1997, com a ampliação da capacidade para 22.500 lugares. O estádio passou a se chamar BayArena em 1998.
Em 1999 foi completada a construção de um hotel ao lado do estádio, com várias salas com vista para o campo. O Complexo construído ao lado do estadio, possui restaurante com vista para a sala de audiência e de conferência.
A cidade de Leverkusen se candidatou a ser uma das sedes da Copa do Mundo de 2006, mas devido a exigência dos estádios possuírem uma capacidade mínima de 40.000 lugares, o projeto não se tornou viável.
No final de 2007 o estádio iniciou uma remodelação para ampliar sua capacidade para 30.210 espectadores. As operações tiveram um custo de 70 milhões de euros. O estádio foi reaberto em 2009.
A BayArena foi uma das sedes da Copa do Mundo de Futebol Feminino de 2011 que se realizou na Alemanha, com quatro jogos sendo disputados em Leverkusen.